# Aki Takajō
Aki Takajō (高城 亜樹 Takajō Aki?,  Tokio, Japón, 3 de octubre de 1991) es una idol, cantante y actriz japonesa. Es conocida por haber sido miembro del grupo femenino AKB48, donde formó parte del Equipo A, así como también miembro de JKT48. Entre 2010 y 2015, Takajō también fue miembro de la subunidad French Kiss junto a Yūki Kashiwagi y Asuka Kuramochi. Actualmente es representada por Watanabe Productions.

## Biografía

### Primeros años
Takajō nació el 30 de octubre de 1991 en la ciudad de Tokio, Japón, como una de tres hermanas. Su hermana mayor, Jui, fue miembro del grupo Girl(s)Actry. Takajō vivió seis años en Kitakyushu, Fukuoka, y se ha referido a dicha ciudad como su segundo hogar. Formó parte del club de tenis desde su primer año de escuela preparatoria hasta su segundo año de secundaria, pero se retiró tras ingresar a AKB48. También trabajó a medio tiempo en un restaurante familiar y en una pizzería.
En 2008, Takajō audicionó para AKB48 y fue elegida como miembro de la sexta generación del grupo, la cual fue también conocida como la tercera generación de kenkyūsei (aprendices). Debutó en AKB48 el 23 de agosto de ese año durante el concierto Live DVD wa Derudarou kedo, Yappari Nama ni Kagiruze.

### Carrera

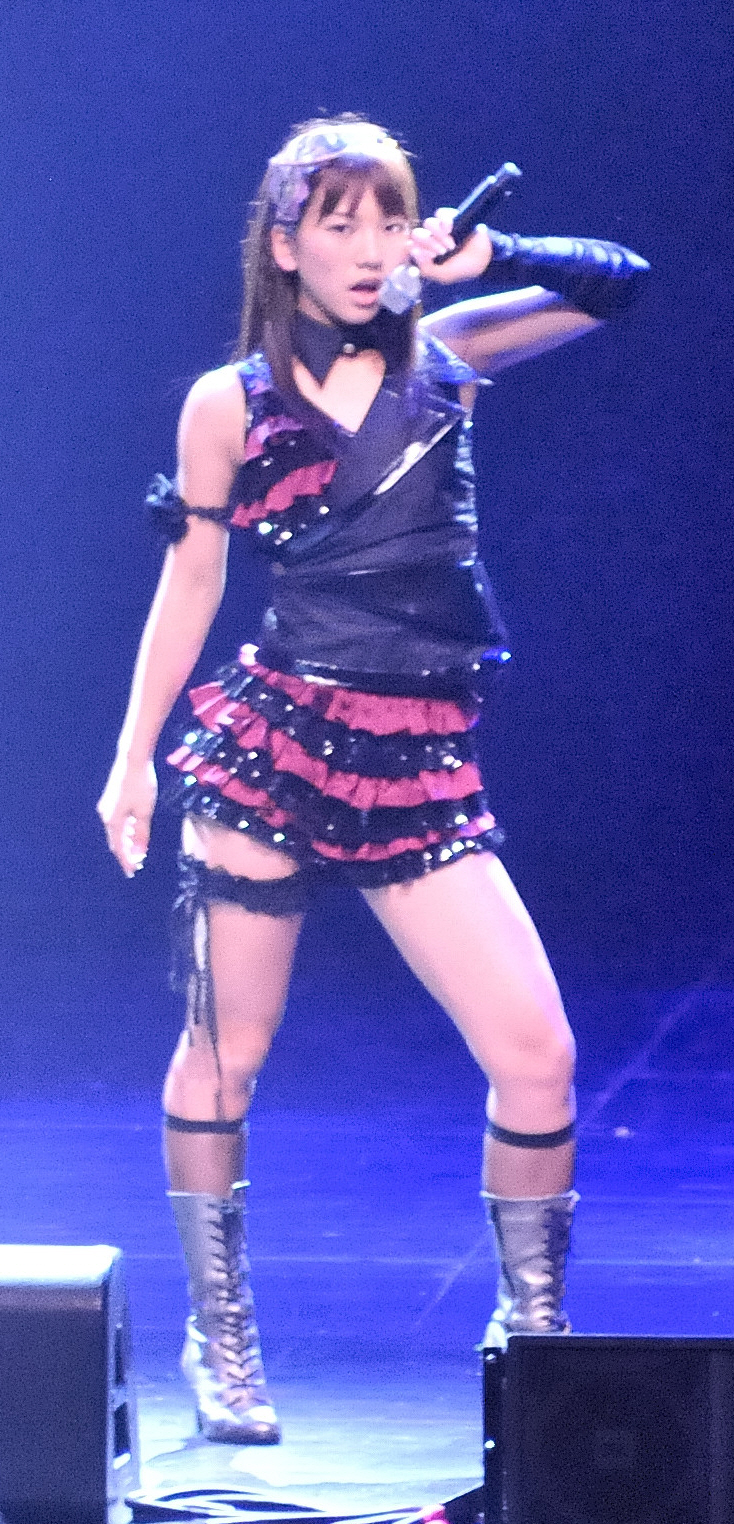
Takajō en la Japan Expo de 2009.

El 19 de octubre de 2008, Takajō sustituyó a Haruna Kojima en el 5th Stage Renai Kinshi Jorei. El 29 de diciembre, fue ascendida como miembro del Equipo A. Debido a que solo habían transcurrido 71 días desde su debut en el teatro hasta ser miembro oficial, la promoción de Takajō fue la más rápida en la historia de AKB48 hasta 2013, cuando tuvo lugar la promoción de Azuma Rion de SKE48.
En 2010, Takajō realizó su primera participación con AKB48 en el lado A del sencillo Ponytail to Shushu. En las elecciones generales de ese año, se posicionó en el puesto número trece y consiguió un lugar en el sencillo Heavy Rotation. Más tarde ese mismo año, se anunció que formaría parte de una nueva subunidad llamada "French Kiss" junto a Yūki Kashiwagi y Asuka Kuramochi. French Kiss debutó con el sencillo Zutto Mae Kara, el cual alcanzó el puesto número cinco en las listas de Oricon.
El 24 de agosto de 2012, se anunció una reorganización de los equipos. Takajō y Haruka Nakagawa fueron enviadas a Yakarta para ayudar al grupo hermano de AKB48, JKT48. El 28 de abril de 2013, se anunció que ocuparía un puesto concurrente en el Equipo B de AKB48. El 24 de febrero de 2014, durante el Grand Reformation Festival, se anunció que fue liberada de sus puesto concurrente en JKT48. En 2015, fue transferida al Equipo K de AKB48. El 15 de diciembre de 2015, durante el evento de AKB48 en el Kōhaku Uta Gassen, anunció que abandonaría el grupo. Su ceremonia de graduación tuvo lugar el 23 de febrero de 2016.

## Filmografía

### Películas
- Majisuka Gakuen (2010)
- Majisuka Gakuen 2 (2011)

### Televisión
- AKB0ji59fun (28 de julio – 18 de agosto de 2008, Nippon Television)
- AKBINGO (agosto de 2008 –, Nippon Television)
- Shukan AKB (julio de 2009 –, TV Tokyo)
- Suiensaa (28 de abril, 5-12 de mayo de 2009, 5 de enero de 2010, NHK)
- Majisuka Gakuen (8 de enero – 26 de marzo de 2010, TV Tokyo)
- Majisuka Gakuen 2 (15–29 de abril, 27 de mayo, 3-17 de junio de 2011 TV Tokyo)
- SAVEPOINT (junio de 2014 -, TV Tokyo)
- Kasane (mayo de 2015, TV Tokyo), Kayoi Tatarami

### Radio
- AKB48 Ashita Made Mou Chotto (Nippon Cultural Broadcasting)
- AKB48 All Night Nippon (Nippon Broadcasting System)

### Photobooks
- B.L.T.U-17 Vol.9 Sizzleful Girl 2009 Winter (5 de febrero de 2009, Tokyo News Service)
- B.L.T.U-17 Vol.11 Sizzleful Girl 2009 Summer (5 de agosto de 2009, Tokyo News Service)